# Psilopsyche molinai
Psilopsyche molinai är en nattsländeart som beskrevs av Navás 1926. Psilopsyche molinai ingår i släktet Psilopsyche och familjen Philorheithridae. Inga underarter finns listade i Catalogue of Life.